# عثمان گوجن
عثمان گوجن (به ترکی استانبولی: Osman Göçen؛ زادهٔ ۵ ژانویهٔ ۱۹۹۷) یک کشتی‌گیر آزادکار اهل کشور ترکیه است.
از افتخارات وی می‌توان به کسب مدال برنز قهرمانی زیر ۲۳ سال جهان اشاره کرد.